# Aksu (Kazakistan)
Aksu o Aqsu (in kazako Ақсу/Aqsw) è una città del Kazakistan, situata nella Regione di Pavlodar.